# 金長生

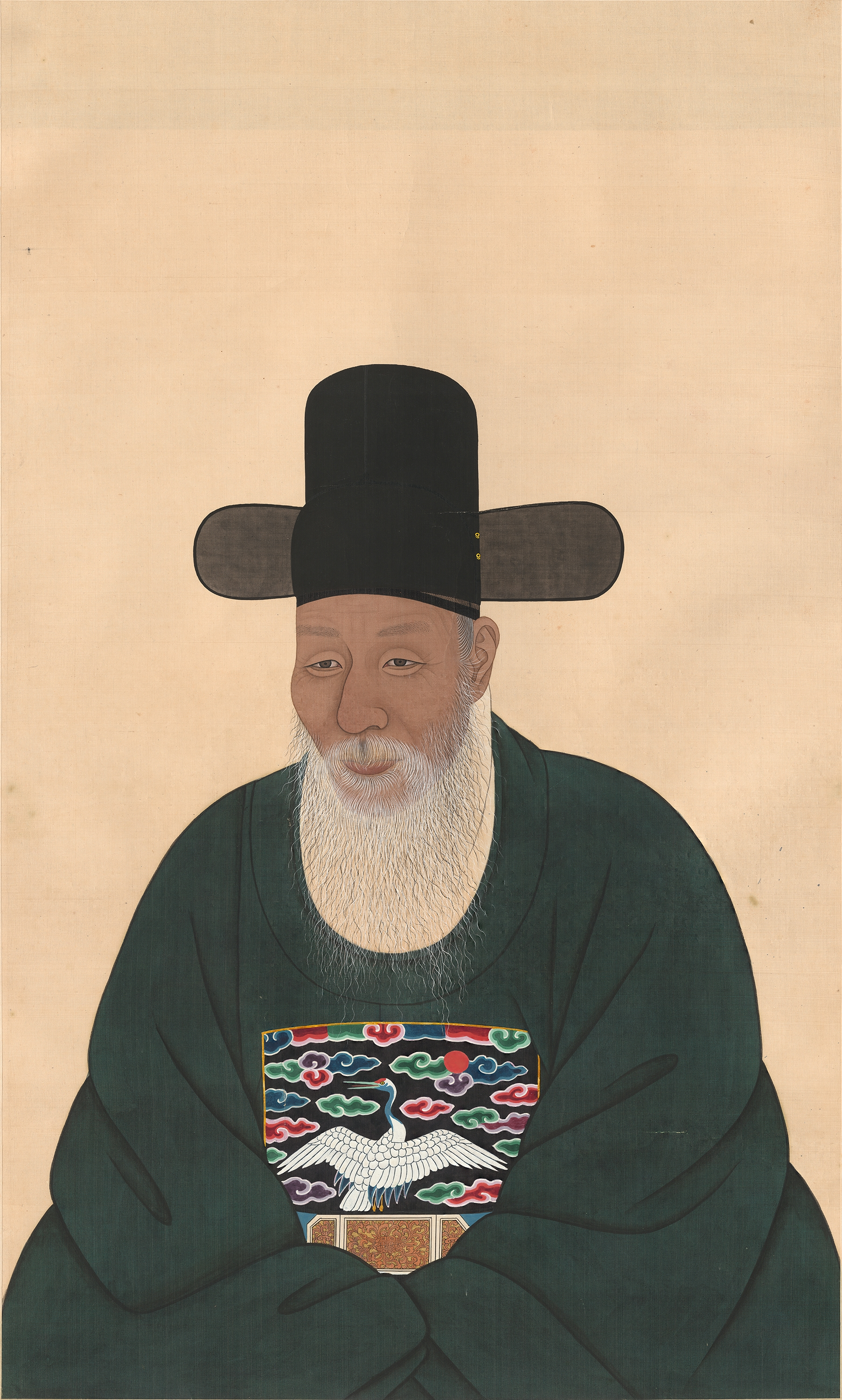
金長生象

金長生（1548年7月8日—1631年8月3日），字希元，號沙溪，本貫光山金氏，汉城出身，是李氏朝鲜的儒学者和政治人，哲学者，詩人，思想家。朝鲜中记的巨儒及士林派政治人物，礼学者之一人。东国十八贤之一。他是李珥，成渾，宋翼弼的门人。諡號文元。
他的儿子愼獨齋金集作妾李氏和栗谷李珥的妾女，曾孫金萬重爲有名作家，金萬基的女爲朝鮮肅宗的正妃仁敬王后。
朝鲜后期的巨儒宋時烈，宋浚吉，尹宣擧是他的学統修学。
2003年7月，韓國指定為本月文化人物。

## 著作

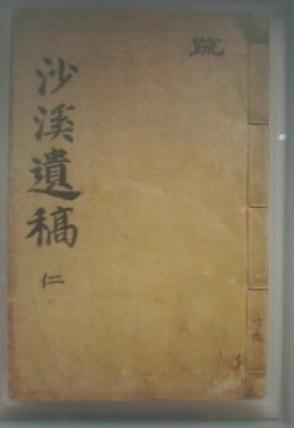
《沙溪遺稿》

- 沙溪全書
- 沙溪遺稿